# جونگ یون هاک
جونگ یون هاک
جونگ یون هاک (کره‌ای: 정윤학؛ زادهٔ ۲ دسامبر ۱۹۸۴) بازیگر، مدل و خواننده اهل کره جنوبی است. او لیدر گروه پسرانه کره‌ای سوپرنُوا و عضو زیرگروه آن، دابل اِیس به همراه کیم سونگ جه است.

## فیلم‌شناسی

### فیلم
| سال  | عنوان                   | نقش           | منابع |
| ---- | ----------------------- | ------------- | ----- |
| ۲۰۱۱ | ما بعد از مدرسه         | خودش          | [ ۳ ] |
| ۲۰۱۱ | یک آهنگ عاشقانه برای تو | لی            | [ ۴ ] |
| ۲۰۱۴ | جنگل انجیر              | نائو          | [ ۵ ] |
| ۲۰۱۴ | آخر دنیا                | چوی دونگ کوان | [ ۶ ] |
| ۲۰۱۴ | ایچی‌جی‌کو نو موری        | یونگ هو       | [ ۷ ] |

### مجموعه تلویزیونی
| سال       | عنوان            | نقش                 | منابع  |
| --------- | ---------------- | ------------------- | ------ |
| ۲۰۱۱      | علامت            | عضو گروه پسرانه وُیس | [ ۸ ]  |
| ۲۰۱۱      | کوی‌سورو کیمچی    | وون جون             | [ ۹ ]  |
| ۲۰۱۵      | دوست‌پسر بدبخت من | کانگ هی چول         | [ ۱۰ ] |
| ۲۰۱۷      | دربان            | هاچیرو شین‌یا        | [ ۱۱ ] |
| ۲۰۱۸–۲۰۱۹ | سرنوشت‌ها و خشم‌ها | کانگ یی گون         | [ ۱۲ ] |
| ۲۰۲۳      | فلگیا            | یوکو                | [ ۱۳ ] |

### میزبان
| سال  | عنوان | منابع  |
| ---- | ----- | ------ |
| ۲۰۲۰ | G-EGG | [ ۱۴ ] |

## تئاتر
| سال  | عنوان         | نقش          | منابع  |
| ---- | ------------- | ------------ | ------ |
| ۲۰۲۲ | اعتراف به قتل | چوی هیونگ گو | [ ۱۵ ] |